# Annie Lobert
Pour les articles homonymes, voir Lobert.
Annie Lobert, née le 6 septembre 1967 à Minneapolis, est une ancienne travailleuse du sexe devenue directrice de l’organisation évangélique Hookers for Jesus (Prostituées pour Jésus).

## Biographie
À 18 ans, elle commence la prostitution à Minneapolis, Hawaï et Las Vegas et a exercé dans ce domaine pendant 16 ans . Elle arrête cette activité après être devenue chrétienne. 

### Ministère

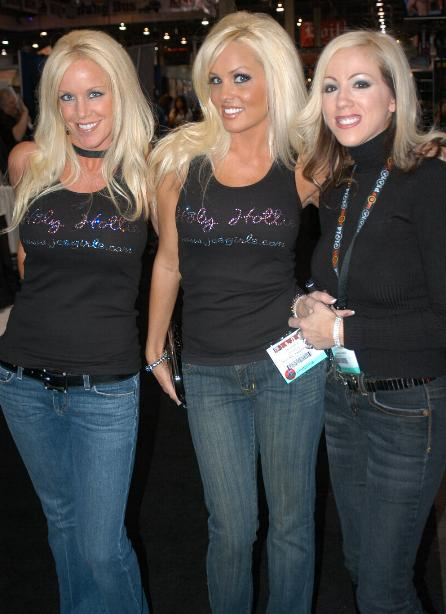
Lori Albee, Heather Veitch et Annie Lobert à l'Adult Entertainment Expo de Las Vegas, 2007

En 2005, elle fonde l'association chrétienne évangélique Hookers for Jesus (littéralement « Prostituées pour Jésus »), qui lutte contre l'esclavage sexuel et toutes les formes de violences et d'exploitation dans le cadre des différentes activités de l'industrie du sexe.
En 2008, elle collabore avec Heather Veitch de JC's Girls lors du AVN Adult Entertainment Expo à Las Vegas .

## Filmographie
En 2010, elle produit pour Hookers for Jesus un documentaire en trois parties, Hookers: Saved on the Strip, qui la met en scène et est diffusé sur Investigation Discovery.

## Publications
Annie Lobert écrit ensuite son autobiographie, Fallen, parue en 2015 aux éditions Worthy Publishing.

## Vie privée
En 2009, elle se marie avec Oz Fox (en), guitariste du groupe de heavy metal chrétien Stryper.